# Besleria comosa
Besleria comosa är en tvåhjärtbladig växtart som beskrevs av Conrad Vernon Morton. Besleria comosa ingår i släktet Besleria och familjen Gesneriaceae. Inga underarter finns listade i Catalogue of Life.